# Haaslava (commune)
Cet article concerne la commune. Pour le village éponyme, voir Haaslava.
Haaslava (en estonien : Haaslava vald) est une ancienne commune rurale du comté de Tartu à l'est de l'Estonie. Elle s'étend sur 110 km2. 

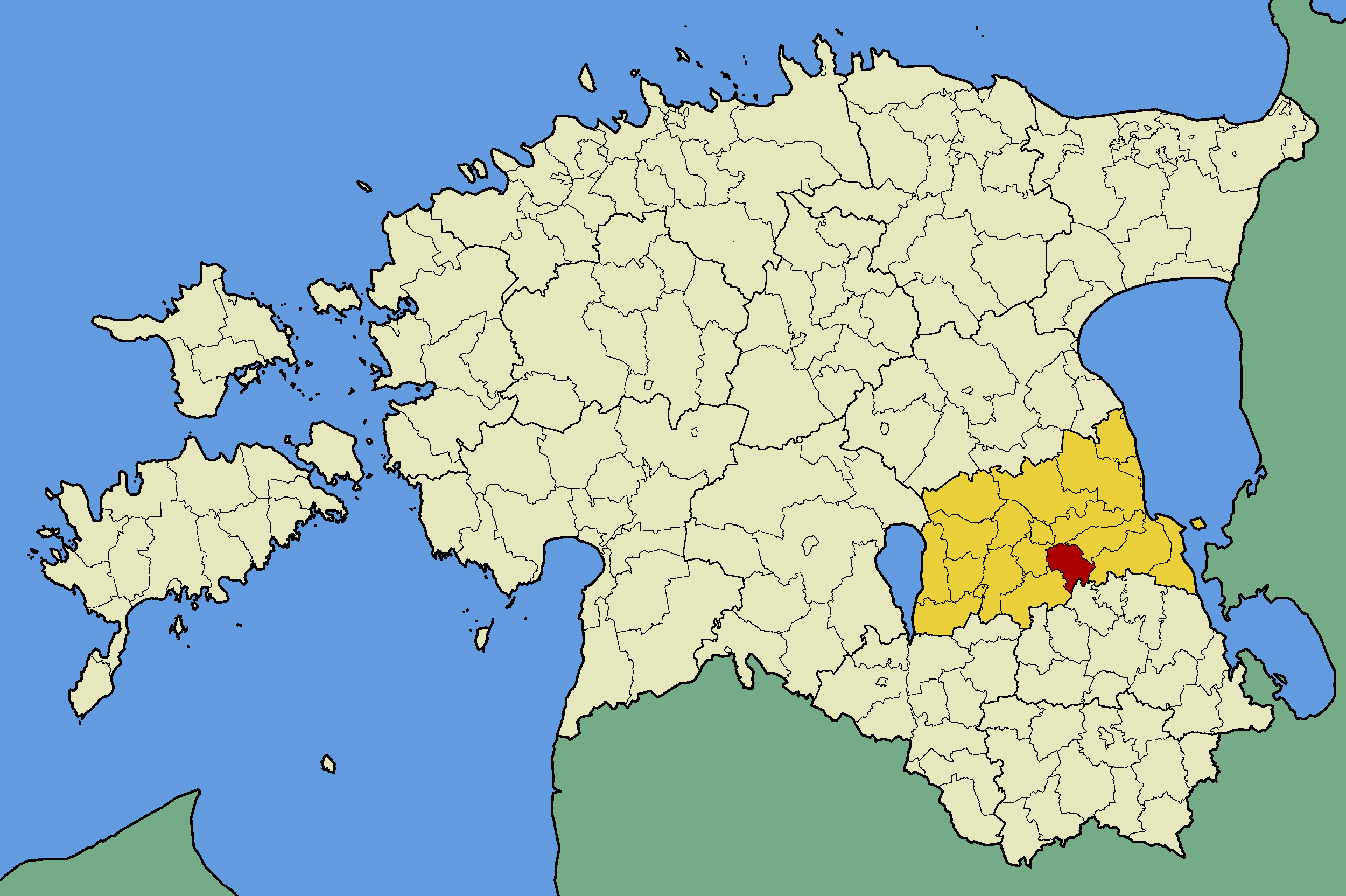
Commune de Haaslava (en rouge) dans le Comté de Tartu (en jaune).

Sa population s'élève à 1 901 habitants(01/01/2012).

## Municipalité
La commune comprend un bourg et 19 villages :

### Bourgs
Roiu

### Villages
Aadami - Aardla - Aardlapalu - Alaküla - Haaslava - Igevere - Ignase -  Kitseküla - Koke - Kriimani - Kurepalu - Kõivuküla - Lange - Metsanurga - Mõra - Paluküla - Päkste - Tõõraste - Uniküla